# Guy Vourc'h
Pour les articles homonymes, voir Vourc'h.
Guy Vourc'h, (Plomodiern, 2 mars 1919 – Paris 8e, 3 juillet 1988 ), est un résistant et médecin français.
Évadé en octobre 1940 vers l'Angleterre sur un bateau de pêche, il s'engage dans la France libre, et devient officier au 1er BFMC (le commando  Kieffer).
Il est pionnier de l'anesthésie au XXe siècle en France,. En 1958, il est le premier agrégé d’anesthésie de France.
Il est à noter que son frère Jean Vourc'h , né en 1920, parti avec lui en Angleterre, est Compagnon de la Libération, contrairement à Guy Vourc'h, ce qui est une confusion fréquente dans les ouvrages.

## Publications
- Les dérivés du méthonium en anesthésie (thèse d'exercice), Faculté de médecine de Paris, 1951, 168 p. (OCLC 493695714)
- avec Jean Lassner et Ernest Kern (préf. Professeur Jean-Marie Desmonts), Regard sur l'anesthésie d'hier, Paris, Glyphe et Biotem éditions, coll. « Histoire médecine et société », 2003, 351 p. (ISBN 2-911119-33-9, OCLC 491993212, lire en ligne [PDF])

## Honneurs et distinctions
- Officier de la Légion d'honneur en 1965
  -  Chevalier de la Légion d'honneur en 1944
- Croix de guerre 1939–1945 (deux citations à l'ordre de l'Armée)
- Médaille de la Résistance française avec rosette par décret du 24 avril 1946[5]
- Médaille des évadés (décret du 27 avril 1949. J.O. du 29 avril 1949)
- Croix du combattant volontaire de la Résistance
- Médaille commémorative des services volontaires dans la France libre
- Croix militaire (1944) (GB)

Membre de l'Académie nationale de médecine (1984-1988).